# International Islamic University, Islamabad
Die Internationale Islamische Universität in Islamabad (englisch: International Islamic University, Islamabad (IIUI); arabisch: الجامعة الإسلامية العالمية إسلام آباد, Urdu: بين الاقوامی اسلامی يونيورسٹی) ist eine 1980 gegründete Islamische Universität in der Hauptstadt Pakistans. 2016 hatte sie auf der Rangliste in Pakistan die Nr. 13 und aktuell die Nr. 2957 weltweit. Eine andere Universität gleichen Namens ist die International Islamic University (Internationale Islamische Universität) in Kuala Lumpur in der Hauptstadt Malaysias.

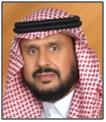
Ahmed Yousif Ahmed Al Draiweesh (Uni-Präsident)

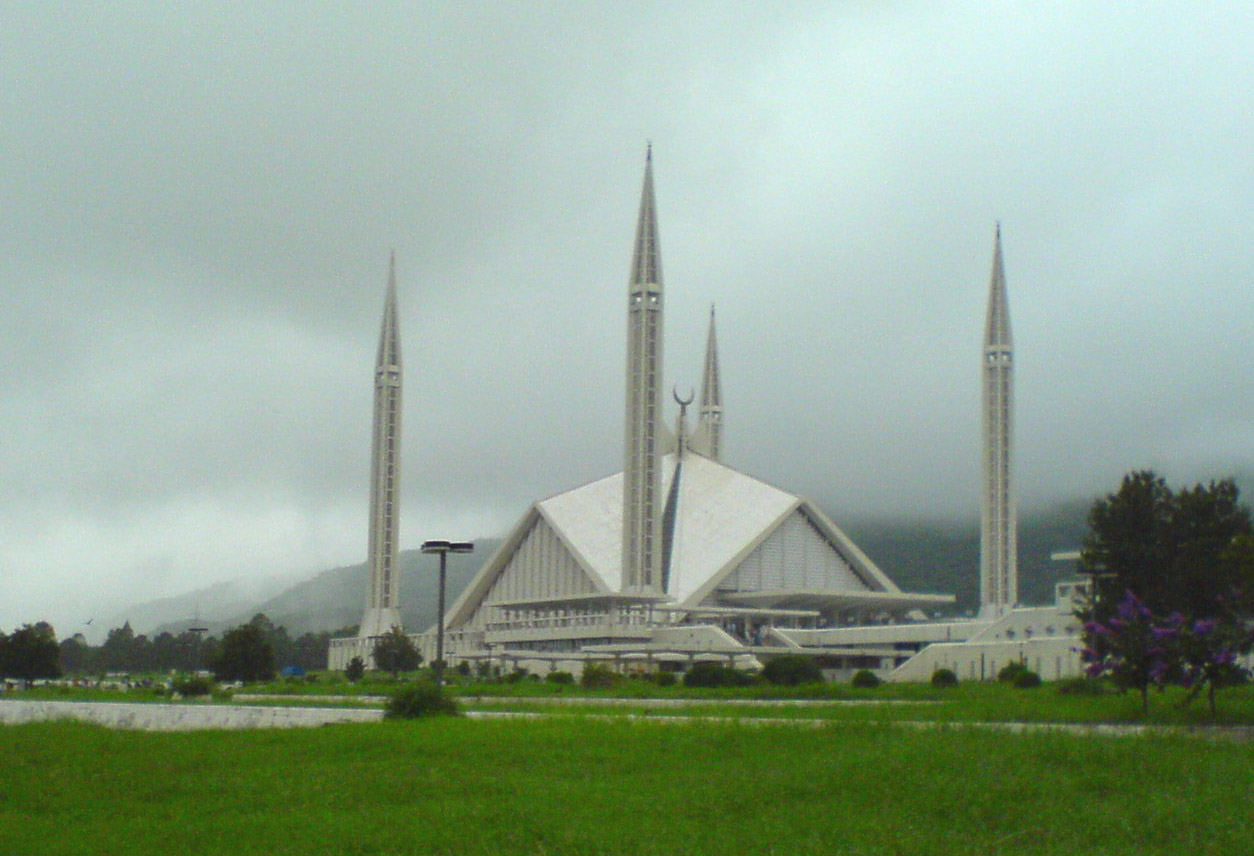
Die Universität liegt in der Umgebung der Faisal-Moschee.

## Campusse

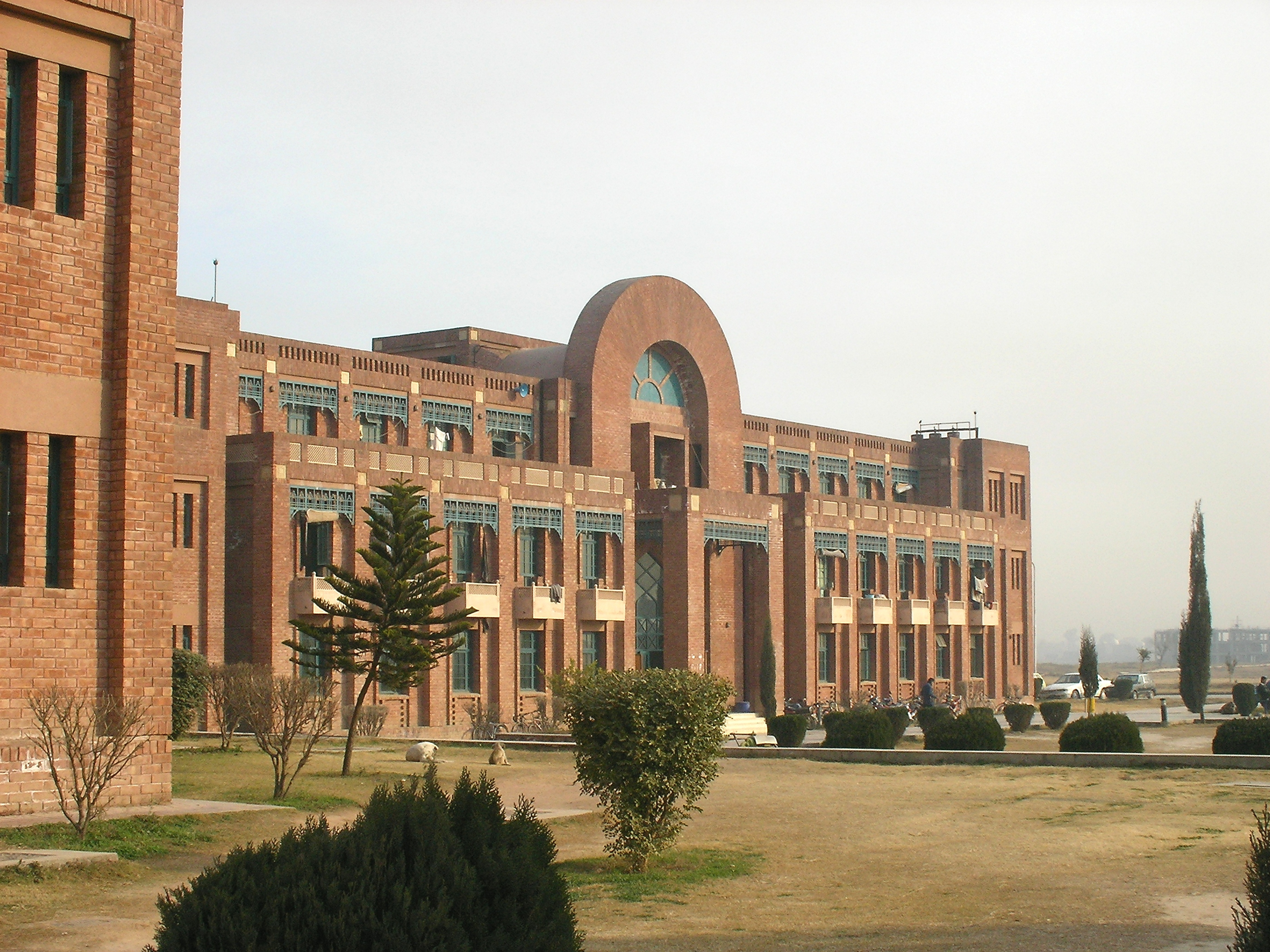
Neue Campus-Übernachtungsmöglichkeiten

Die Universität hat zwei Campusse, einen alten und einen neuen.

### Alter Campus
Der alte Campus der Universität befindet sich in der Nähe der Faisal-Moschee. Sie wurde von einem türkischen Architekten entworfen und der Universität von dem saudischen König Faisal gestiftet. Die Moschee annähernd 80.000 Personen.

### Neuer Campus
Der neue Campus befindet sich in Sektor H-10 von Islamabad, einem Sektor, zu dem nur die Universität gehört. Der Bau der ersten Phase wurde im Februar 2003 abgeschlossen. Ein Frauencampus wurde eingerichtet. Der Bau der Zentralen Bibliothek wurde 2006 abgeschlossen, zusammen mit dem Lincoln Corner.

## Organisation

### Fakultäten
Die Universität besteht aus den folgenden Fakultäten, Instituten, Akademien und Zentren:
- Faculty of Basic and Applied Sciences
  - Department of Computer Sciences & Software Engineering (NCEAC recognized)
  - Department of Mathematics & Statistics
  - Department of Environmental Sciences & Bio-Informatics & Technology
- Faculty of Engineering and Technology(PEC recognized)
  - Department of Electronic Engineering
  - Department of Mechanical Engineering
- Faculty of Arabic Language and Islamic Civilization
- Faculty of Languages, Literature and Humanities
- Faculty of Management Sciences
  - Department of Business Administration
  - Department of Technology Management
- Faculty of Shariah and Law
  - Department of Law
  - Department of Shariah
- Faculty of Social Science
  - Department of Education
  - Politics and International Relations
  - Department of Psychology
  - Department of History & Pakistan Studies
  - Department of Islamic Arts and Architecture
  - Department of Media & Communications
  - Department of Sociology
- Faculty of Islamic Studies (Usuluddin)
  - Tafseer & Quranic Sciences
  - Department of Hadith & its Sciences
  - Department of Comparative Religions
  - Department of Dawah & Islamic Culture
  - Department of Aqeedah & Philosophy
  - Department of Seerah & Islamic History

### Institute
- Islamic Research Institute
- Iqbal International Institute for Research & Dialogue
- International Institute of Islamic Economics
- Institute of Professional Studies (IPD)

### Akademien
- Dawah Academy
- Shari'ah Academy

### College
- Iqra College For Technical Education(I.C.T)

### Schools
- International Islamic University Schools

### Centres
- English Language Centre

## Bibliotheken
- Central Library
  - Lincoln Corner
- Dr. Muhammad Hamidullah Library
- IIIE library
- IRI library
  - Islamic Research Institute library
- FMS/FET library
- Dawah Academy library

## Ausländische Kooperationen
Die Islamische Universität arbeitet mit folgenden Universitäten zusammen:
- Al-Azhar Universität, Kairo, Ägypten
- Umm-al-Qura-Universität, Mekka, Saudi-Arabien
- Islamische Universität Medina, Medina, Saudi-Arabien
- Islamische Universität Imam Muhammad Ibn Saud, Riad, Saudi-Arabien
- König-Abdulaziz-Universität, Dschidda, Saudi-Arabien
- Ningxia-Universität, Yinchuan, Volksrepublik China

## Vereinigungen (Auswahl)
- Academic Staff Welfare Association (ASA)
- Officer Welfare Association (OWA)
- University Staff Welfare Association (USWA)

## Zitat (IIIT)
„Bevor die islamische Universität von Islamabad (Pakistan) die Zusammenarbeit mit dem Internationalen Institut für Islamisches Gedankengut aufnahm, hat keine einzige Bildungsinstitution in der islamischen Welt einen Finger gerührt, um den Islam in das Wissen einzubringen, islamische Lehrbücher für die Benutzung in den Disziplinen auf Universitätsniveau zu schreiben, oder das nötige Forschungswerkzeug für das Schreiben solcher Bücher zu produzieren.“